# جمعية هينشو للمكفوفين
جمعية هينشو للأشخاص المكفوفين، التي تأسست عام 1837 على يد رجل أعمال من أولدهام يُدعى توماس هينشو، هي مؤسسة خيرية متخصصة تقدّم الدعم والمشورة والتدريب لأي شخص تأثّر بفقدان البصر أو يعاني من إعاقات أخرى.
غيّرت الجمعية اسمها أربع مرات. ففي عام 1921، أصبحت تُعرف باسم "مؤسسة هينشو للمكفوفين". وفي كانون الثاني 1971، غُيّر الاسم إلى "جمعية هينشو للمكفوفين". وأخيرًا، في عام 2000، أصبح اسمها "جمعية هينشو للأشخاص المكفوفين". وفي عام 2016، اختصرت الجمعية اسمها إلى "هينشو" فقط، مع شعار جديد "ما وراء التوقعات". وفي العام نفسه، غيّرت الجمعية شعارها وهويتها البصرية إلى اللون الوردي الفاقع.

## تاريخ

### التأسيس
وُلد توماس هينشو (1731–1810)، رجل أعمال ومحسن أسس مشروعًا ناجحًا لصناعة القبعات في أولدهام، وتوفي عام 1810 وقد خصّص في وصيته مبلغ 20,000 جنيه إسترليني (ما يعادل حوالي 1.4 مليون جنيه إسترليني في عام 2017) لإنشاء مؤسسة لرعاية المكفوفين في مانشستر. وقد تم الطعن في وصيته من قبل أفراد من عائلته لمدة 26 عامًا، لكن المحكمة قضت في النهاية بصحة الوصية.
نصّت وصية هينشو على أنه "يتوقع أن يقوم أشخاص آخرون، وعلى نفقتهم، بشراء الأرض والمباني" للمؤسسة. وقد تم تحقيق هذا من خلال تبرعات عامة واشتراكات تم جمعها عبر قوائم اشتراك في المدينة والمناطق المحيطة.
تشكّل مجلس إدارة بناءً على توجيهات هينشو بأن "كل من يتبرع بمبلغ جنيهين ذهبيين أو أكثر، وأي مانح بمقدار عشرين جنيهًا ذهبيًا أو أكثر في أي سنة، يشكّلون مجلس إدارة تُعهد إليه الإدارة الكاملة للمؤسسة".

### التطور
في أيلول 1834، اشترى مجلس إدارة ملجأ هينشو للمكفوفين ومدارس الصم والبكم قطعة أرض مجاورة للحدائق النباتية في أولد ترافورد، مانشستر. وفي عام 1837، تأسس ملجأ هينشو للمكفوفين في مبنى تم بناؤه بمساهمات عامة في أولد ترافورد. وقد تم تقاسم الموقع مع مدرسة الصم.
في عام 1850، حصل ويليام هيوز (أول حاكم لملجأ هينشو) على براءة اختراع لجهاز "هيوز تايبوغراف"، الذي زعم أنه أول آلة كاتبة. صُممت الآلة خصيصًا لتمكين المكفوفين من التواصل مع المبصرين. وقد حصلت إحدى هذه الآلات على الميدالية الذهبية في المعرض الكبير في هايد بارك عام 1851. لا تزال إحدى هذه الآلات محفوظة في متحف المعهد الوطني للمكفوفين، وأخرى في قسم العلوم بمتحف ساوث كنسينغتون، وتُعدّ أقدم نموذج إنجليزي معروف.
في عام 1861، أُضيفت ورش عمل لصناعة الفُرَش في الملجأ، لكنها توقفت لاحقًا، فيما استمرّ العمل في صناعة السلال والحُصُر. وتم توظيف عمال مكفوفين من خارج الملجأ أيضًا.
في عام 1881، تم إدخال أنظمة بريل إلى المدرسة، كواحد من التحسينات التي أدخلها الحاكم جيمس مكورميك (1876–1892). وفي عام 1887، وبفضل وصية من السيد ج. بندل بري، تم تنفيذ توسعة كبيرة تُعرف باسم "توسعة بندل بري"، شملت مهاجع وورش عمل.
في عام 1891، افتُتحت ورش عمل للمكفوفين عند زاوية شارع دينزغيت وشارع وود، وبلغت تكلفة المبنى حوالي 9,000 جنيه إسترليني. وفي عام 1892، تلقّى الملجأ حوالي 14,000 جنيه إسترليني من جيمس ناسميث لبناء قاعة حفلات كبيرة تتسع لـ500 شخص ومطابخ. وفي عام 1895، بدأ الملجأ تقديم تدريب في التدليك؛ وكان طلابه أول من امتهن هذا التخصص في البلاد. وفي عام 1899، ورد أنه تم قبول 28 شخصًا في الملجأ، وكان عدد المقيمين فيه بنهاية العام 179، منهم 87 طفلًا.

### القرن ال20
في عام 1900، تأسست جمعية مانشستر وسالفورد لمساعدة المكفوفين في 30 شارع تونمان، دينسغيت، مانشستر، على يد الآنسة إيزابيل إم. هايود من بندلتون، وتم افتتاح منزل صغير في ذا كريسنت، سالفورد. (في عام 1930، كان هناك 1390 شخصًا كفيفًا مسجلين لديها – 1160 في مانشستر و230 في مناطق أخرى من لانكشاير).
في عام 1902، أنشأت الجمعية قسمًا لصناعة الفُرَش، والذي نُقِل لاحقًا إلى مؤسسة هينشو بعد عشرين عامًا. في عام 1904، تم تعيين و. هـ. إلينغوورث، الذي شغل منصب مدير المدرسة لمدة عشرين عامًا ومؤلف كتاب "تاريخ تعليم المكفوفين" (1910)، مشرفًا على المؤسسة.
في عام 1905، تلقى الملجأ مبلغ 10,000 جنيه إسترليني من أمناء تركة الراحل جيمس هولدن من روتشديل، لتوفير خمس وخمسين منحة أسبوعية للمكفوفين في المنطقة. وفي عام 1930، بلغ الدخل من هذا الصندوق 380 جنيهًا إسترلينيًا، استُخدم نصفه من قبل مؤسسة هينشو للنفقات العامة، ودُفع النصف الآخر لجمعية روتشديل والمنطقة.
في عام 1908، نقلت جمعية مانشستر وسالفورد لمساعدة المكفوفين النساء إلى منزل أكبر يُدعى "ذا إلمز" في شارع إكليس أولد، بندلتون، بقدرة استيعابية تصل إلى خمس وثلاثين مقيمة.
في عام 1910، افتتح الملجأ منزل هايزلي وورش العمل في أولد ترافورد. وقد تبرع به السيد سي. إتش. سكوت، وهو أحد أعضاء مجلس الإدارة، والذي أضاف لاحقًا مبلغ 3000 جنيه إسترليني كوقف للمنشأة. وقد أُطلق على المجمع اسم "منزل وورشة ماري آن سكوت التذكاري" على اسم زوجته. في عام 1913، تم الحصول على منزل إضافي لاستخدامه ككلية للموسيقى. وفي عام 1915، تم افتتاح "منزل غريشام" لاستيعاب ثلاثين رجلًا كفيفًا، و"منزل بيرتش أفنيو" لاستيعاب ثلاثين امرأة كفيفة. في عام 1918، افتتحت جمعية مانشستر وسالفورد لمساعدة المكفوفين منزلًا يُدعى "أوكلاندز" لاستيعاب ثلاثين رجلًا مسنًا كفيفًا، بجوار منزل النساء التابع للجمعية في شارع إكليس أولد في بندلتون.
في عام 1921، تم تغيير الاسم إلى "مؤسسة هينشو للمكفوفين". في عام 1924، افتتحت جمعية مانشستر وسالفورد لمساعدة المكفوفين منزلًا إضافيًا في شارع إكليس أولد في بندلتون لاستيعاب عشرين امرأة كفيفة. في تموز 1927، تم الافتتاح الرسمي لورش العمل الجديدة التي بُنيت في موقع هايزلي، مما أدى إلى إنتاج أكثر كفاءة واقتصادية.
كانت هذه المؤسسة واحدة من أكبر المؤسسات الخاصة في البلاد، وقد شغلت قطعة أرض بجوار شارع بوير في أولد ترافورد. في عام 1930، تم تعيين السيد و. هـ. ثورمان مديرًا وسكرتيرًا لمؤسسة هينشو للمكفوفين. كانت المؤسسة تضم 118 طالبًا في المدرسة، و155 طالبًا تقنيًا، و194 موظفًا في الورش، و29 عاملًا منزليًا، و64 مقيمًا في منازل المؤسسة، و19 معلمًا أو موظفًا مكفوفًا آخر.
أما اليوم، فيشغل مقر شرطة مانشستر الكبرى مبنى المؤسسة السابقة، ويهيمن على الموقع مبنى إداري متعدد الطوابق يُدعى "تشستر هاوس". في عام 1932، تم الاستغناء عن "منزل غريشام" للرجال و"منزل بيرتش أفنيو" للنساء، واستُبدلا بمنزل جديد في مدينة ريل.

### بعد الحرب العالمية الثانية
في عام 1945، عاد الأطفال الذين تم إجلاؤهم من المدارس – الأولاد من إليسمير، شروبشاير، والبنات من فولود، بريستون – إلى أولد ترافورد.
وفي عام 1946، وبموجب سياسة وزارة التربية والتعليم، تحولت مدرسة هينشو من مدرسة شاملة لكافة الأعمار من البنين والبنات إلى مدرسة ثانوية خاصة للطلاب الذين تتراوح أعمارهم بين 12 و16 عامًا.
في عام 1948، اشترت الجمعية منتزه آستل في تشيلفورد، تشيشير، مقابل 15,000 جنيه إسترليني مع خطط لبناء مدرسة جديدة في الريف. وبعد أن قضى سكان "منزل ماري آن سكوت التذكاري" سنوات الحرب في هير هيل، ماكلسفيلد، انتقلوا إلى منزل دائم جديد في ساوثبورت في 27 أيلول. وافتُتح المنزل رسميًا في 2 تشرين الثاني.
في عام 1966، رُفضت خطط الجمعية لبناء مدرسة جديدة في منتزه آستل، بعد اعتراضات من السير برنارد لوفيل في مرصد جودريل بانك، الذي أشار إلى أن توسع استخدام الحواسيب قد يتسبب في تداخل مع عمل طبق الرادار الخاص به.
عرضت الحكومة على الجمعية قطعة أرض تبلغ مساحتها 50 فدانًا في هاروغيت. كما عرضت عليها منحة قدرها 250,000 جنيه إسترليني مقابل الانتقال إلى شمال يوركشير. وتم التصرف نهائيًا في أرض منتزه آستل في عام 1995.
في عام 1971، افتُتحت المدرسة الجديدة في شهر تشرين الأول، وتم بناء المقر الرئيسي الجديد على جزء من موقع الورش القديمة في أولد ترافورد. وقد تم اعتماد نظام جديد لتنظيم الجمعية، يعدّل مخطط عام 1924، وتم التصديق عليه من قبل مفوضي الجمعيات الخيرية. وقد استُبدلت عدد من البنود القديمة في المخطط السابق، وأدى تعديل مهم إلى تغيير اسم الجمعية إلى "جمعية هينشو للمكفوفين". وفي عام 1972، افتتحت الجمعية منزلًا للعطلات في لانديدنو، يُعرف بفندق بيلمونت، وبعد بضع سنوات تم بناء مركز رعاية خاص في ريل لاستيعاب المسنين الضعفاء.
في عام 1980، اندمجت الجمعية مع "جمعية مانشستر وسالفورد لمساعدة المكفوفين"، مما جعل المؤسسة الخيرية من بين الأكبر في البلاد. أصبحت هينشو جمعية إسكان، وافتتحت "نُزل الدكتور بيغوت"، وهو مشروع إسكان محمي في بلاكلي للمكفوفين والمتقاعدين وضعاف البصر. وفي عام 1982، تم بناء "مركز بندلتون للرعاية الخاصة" كإضافة إلى منزل "إلمز" في سالفورد، للمقيمين الذين يحتاجون إلى رعاية تمريضية، وقد عُرف باسم مركز إيزابيل هييود. وفي عام 1985، فرضت السياسات الحكومية على هينشو إجراء تعديلات؛ فتم تحويل جزء من أماكن إقامة الطلاب إلى غرف نوم فردية للتدريب على الاستقلال السكني للطلاب الذين تجاوزوا سن 16 عامًا. كما تم إنشاء وحدة خاصة صغيرة للطلاب الصم المكفوفين ضمن هذه الفئة العمرية. في عامي 1986/1987، أنشأت الجمعية برنامجًا للإسكان المجتمعي في هاروغيت للطلاب الذين يوشكون على مغادرة الكلية ويرغبون بالبقاء في المنطقة، لكنهم يحتاجون إلى الدعم لتحقيق الاستقلال. (وبحلول عام 2000، كانت الجمعية قد استحوذت على 17 منزلًا مجتمعيًا في هاروغيت وكنارزبورو).
في عام 1990، اكتملت المرحلة الأولى من مركز لوتي هوبسون في نوفمبر وانتقل 30 شخصًا إلى المنزل، الذي كان سابقًا منزل إلمز. افتُتح رسميًا في أيلول1991. في عام 1992، تم توسيع خدمات المجتمع المقدمة من طريق ووريك لعدة سنوات لإنشاء مركز موارد إقليمي. في عامي 1992/1993، أصبحت الجمعية عضوًا مؤسسًا في أوبسيس، الجمعية الوطنية لتعليم وتدريب ودعم المكفوفين وضعاف البصر. واستمر عمل الجمعية الخيرية "آيلاين" في شكل خدمة دعم العائلة والمرضى – والتي كانت مقدمة لخدمات الأطفال والعائلة لاحقًا. في 20 حزيران 1993، منحت لجنة الجمعيات الخيرية صفة الجمعية الخيرية الوطنية لهينشو.
بنت الجمعية منزلًا سكنيًا جديدًا في ساوثبورت بعد إدراكها أن معايير الرعاية العالية التي تقدمها لا يمكن الحفاظ عليها في منزل جودفري إيرمن الأصلي. اكتملت المرحلة الثانية من مركز لوتي هوبسون. وأدى اندماج بين ورش عمل ليفربول وجمعية بيركنهيد للمكفوفين إلى افتتاح مركز موارد ميرسيسايد لهينشو في شارع ستراند بلنفربول في أبريل 1993. في تموز 1993، وبالتعاون مع مستشفى مانشستر الملكي للعيون، أنشأت الجمعية خدمة دعم المرضى لتقديم النصائح والمعلومات والدعم والإرشاد وإعادة التأهيل للمرضى الذين يحضرون مواعيد المستشفى. في عام 1995، تم تطوير مبادرة إسكان مجتمعي في نيوكاسل للأشخاص الذين يغادرون المستشفى بعد فترات علاج طويلة. بدأ المشروع في 1994 بفتح منزل لخمس أشخاص. في آذار 1995، انتقل المكتب الرئيسي لهينشو ومركز موارد مانشستر الكبرى إلى مقر جديد في طريق تالبوت، أولد ترافورد. افتتح منزل جون ديربي، الذي يحمل اسم إيرل ديربي الثامن عشر الراحل، رئيس الجمعية لمدة 46 عامًا، رسميًا في أيلول 1995 على يد ابن أخيه، إيرل ديربي التاسع عشر. افتتحت مدرسة دراسات ضعف البصر في كلية هينشو لتقديم تدريب لموظفي إعادة التأهيل. وسرعان ما أصبحت المدرسة مزود تدريب رائد – وهي الوحيدة من نوعها في شمال إنجلترا. في 26 نيسان 1996، افتتح رسميًا منزل جودفري إيرمن. في عام 1997، احتفلت الجمعية بذكرى تأسيسها الـ160 بتنظيم مجموعة من الفعاليات لجمع التبرعات ورفع الوعي. في 8 أيلول 1998، افتتحت هينشو مركز الفنون والحرف الجديد في كنارزبورو، شمال يوركشير، بتمويل جزئي من منحة بقيمة 1.8 مليون جنيه إسترليني من اليانصيب الوطني عبر مجلس الفنون في إنجلترا. وفي 9 أيلول، انتقل 50 عميلًا إلى ورش الحرف لبدء تدريبهم وتوظيفهم. افتتح مركز الفنون والحرف للجمهور في 25 نيسان 1999، مع عرض كرنفالي شارك فيه العملاء والموظفون والمجتمع المحلي، مع توفير مرافق للزوار مثل مقهى، وصالة عرض، ومتجر.

### القرن ال21
في كانون الأول 2000، غيّرت الجمعية اسمها إلى "جمعية هينشو للمكفوفين" وأعادت تسمية مؤسساتها السكنية في شمال غرب البلاد. أصبح منزل جودفري إيرمن، ومركز إيزابيل هييود ومركز لوتي هوبسون ونُزل الدكتور بيغوت معروفين على التوالي بمركز ساوثبورت، ومركز بندلتون، ومركز بلاكلي.
أنشأت الجمعية أيضًا موقعها الإلكتروني الأول. في 9 تشرين الأول، افتتحت المرحلة الأولى من "حديقة الحواس" في مركز الفنون والحرف. وفي 23 تشرين الأول، افتتح مشروع إسكان طريق كراون جرين لتوفير سكن مجتمعي مدعوم للأشخاص ضعاف البصر في العشرينات حتى الخمسينات من العمر، بعضهم يعاني من إعاقات إضافية. تعاونت هينشو مع مجموعة إسكان مانشستر الميثودية في مشروع يتألف من ست شقق.
في تموز 2001، وبسبب قلة الطلب ونقص في طاقم التمريض، تم تسجيل مركز بندلتون كمنزل إقامة فقط. وفي يونيو أيضًا، أعلن مركز بلاكلي عن إغلاقه الدائم. انتقل مركز موارد ميرسيسايد إلى الجوار وامتد على ثلاثة طوابق. في عام 2002، تم نقل ملكية فندق هينشو بيلمونت إلى الجمعية الملكية للمكفوفين. في سبتمبر، بدأ مركز مانشستر دورة "الخطوة المهارية نحو النجاح" التي تستمر 12 أسبوعًا، وهي دورة ما قبل مهنية. أصبحت مدرسة دراسات ضعف البصر تعرف بمركز التدريب والتطوير المهني.
في عام 2003، افتتحت دورة "الخطوة المهارية نحو النجاح" في منزل جون ديربي، مانشستر. وتوسعت خدمة دعم المرضى لتشمل مستشفيات وعيادات العيون في بولتون وإكليس وويذنشاو.
في عام 2004، أُقيمت دورة "الخطوة المهارية نحو النجاح" في جميع مناطق هينشو الأربع. وفتح أول منزل في منطقة مانشستر الكبرى لاستيعاب ستة خريجي كليات، وتم شراء منزل في غيتسهد. استبدلت منزلان جديدان ومحسنان أربعة منازل قديمة في هاروغيت. حصلت هينشو على جائزة التصميم الرؤيوي لأكثر موقع إلكتروني يسهل الوصول إليه من بين جميع منظمات ضعف البصر.
في عام 2005، أُنشئت خدمات الأطفال والعائلة في جميع مناطق هينشو الأربع. تخرج أول أربعة طلاب من دورة "سكيلستيب" في ويكفيلد. افتُتح "ريد أدميرال كورت" في نيوكاسل أبون تاين في كانون الأول مع ثلاثة مستخدمين للخدمة.
في عام 2014، جرت تحقيقات حول احتمالية وقوع اعتداءات جنسية وإساءة جنسية من قبل جيمي سافيل في هينشو كجزء من عملية يوتري. وجد التقرير المستقل نيابةً عن وزارة التعليم أن ولا أي من التحقيقات كان قد تمكن من التوصل إلى استنتاجات حاسمة حول ما إذا كان الإساءة المزعومة قد وقعت أم لا. وعلى الرغم من أن العديد منها قال إن المبلغ عنه كان ذا مصداقية، فإن نقص الأدلة المؤيدة منعهم من التوصل إلى استنتاج نهائي.

## الأهداف الأصلية
هدف الجمعية هو تقديم الإغاثة للمكفوفين وضعاف البصر بواحد أو أكثر من الطرق التالية:
- توفير مساكن للمكفوفين وضعاف البصر الذين يحتاجون إلى رعاية سكنية.
- إنشاء مركز أو مراكز لذوي الإعاقة من المكفوفين وضعاف البصر.
- تقديم التعليم للشباب المكفوفين وضعاف البصر.
- التدريب المهني للمكفوفين وضعاف البصر.
- توفير فرص العمل للمكفوفين وضعاف البصر.
- توفير أماكن إقامة للعطلات للمكفوفين وضعاف البصر.
- توفير مساكن لزوج أو زوجة أي شخص مكفوف أو ضعيف البصر مقيم في مركز الجمعية.

## الوضع الحالي
جمعية هينشو للمكفوفين تقدم اليوم مجموعة شاملة من خدمات الإقامة والتعليم والتدريب والرعاية المجتمعية للمكفوفين وضعاف البصر من جميع الأعمار في شمال إنجلترا.

### كلية هينشو
كلية هينشو في هاروجيت توفر فرص التعليم والتدريب المهني لمائة طالب من ضعاف البصر يعيشون داخل الحرم الجامعي وخارجه، والكثير منهم يعاني من إعاقات جسدية وتعليمية إضافية. الغالبية العظمى من الدورات تهدف إلى تعزيز مهارات الاستقلالية.

### الإقامة المدعومة والسكن المجتمعي
بصفتها مؤسسة مسجلة للضيافة الاجتماعية، تمتلك هينشو وتدير مجموعة واسعة من المساكن. يقع "يو تري لين" في نورثيندين وهو المنزل السكني الوحيد للشباب ضعاف البصر في منطقة مانشستر الكبرى. يقدم رعاية سكنية، ودعمًا شخصيًا، وتنمية فردية بشكل دائم أو مؤقت للأشخاص ذوي الإعاقات التعليمية أو الجسدية و/أو الإعاقة البصرية.

### كراون جرين رود في إكليس
كراون جرين رود هو مجمع شقق مستقلة مصممة خصيصًا لضعاف البصر في أعمار العشرينات حتى الخمسينات. يتلقى السكان دعمًا من عامل دعم لمدة ثلاث ساعات أسبوعيًا. أُغلقت هذه الشقق في عام 2017، منهيةً دعم السكن في مانشستر.

### السكن المجتمعي
تمتلك هينشو حاليًا 17 منزلًا مجتمعيًا في هاروجيت وكنارزبورو للشباب، والعديد منهم من خريجي كلية هينشو.

### مراكز الموارد
تمتلك هينشو مركزين للموارد في ليفربول ومانشستر يدعمان المجتمعات المحلية من خلال تقديم المعلومات والنصائح، ومجموعات الدعم الاجتماعي والمساعدة الذاتية، والتعلم غير الرسمي والتعلم المعتمد.
في ليفربول ومانشستر، تلبي دورات تكنولوجيا المعلومات والإرشاد ما قبل المهني احتياجات ضعاف البصر. يحتوي المركز على مجموعة من المعدات المتخصصة للشراء أو العرض.
أُغلق مركز مانشستر في كانون الأول 2017 عندما انتقلت الجمعية إلى مكاتب جديدة في طريق تالبوت. وأُغلق مكتب ليفربول في مايو 2019، مع عدم تقديم الجمعية لخدمات الدخول المباشر في منطقة الشمال الغربي.

### مراكز التوعية المجتمعية
يقدم مركز الموارد في مانشستر الكبرى خدمات التوعية التي توفر المعلومات والنصائح والدعم.
في مستشفى مانشستر الملكي للعيون، تقدم خدمة دعم المرضى المشورة بعد التشخيص وغيرها من أشكال الدعم.
في سالفورد، يعمل عامل التوعية المجتمعية بشكل وثيق مع خدمات سالفورد الاجتماعية والمتطوعين للحد من العزلة الاجتماعية، وزيادة الثقة، وتحسين جودة الحياة لكبار السن من ذوي الإعاقة البصرية.
تقدم خدمات الأطفال والعائلة في هينشو مجموعة من الدعم والأنشطة الاجتماعية والتدريبية على مدار السنة للشباب حتى سن 18 عامًا.
كلا مركزَي الموارد مجهزان بألعاب متخصصة، ويحتويان على مناطق لعب ناعمة وغرف تحفيز حسّي.
بعد الاستحواذات الأخيرة لجمعيات بولتون وأولدهم وتايمسايد للمكفوفين، تقدم هينشو الآن مجموعة صغيرة من الخدمات من كل من هذه المناطق، بما في ذلك التقييمات ودعم الاستحقاقات.

### خدمات التأهيل
تتعاقد هينشو مع عدد من خدمات الرعاية الاجتماعية في شمال غرب إنجلترا لتوفير خدمات التأهيل. يقوم موظفو التأهيل بتقديم تدريب في مهارات الحياة اليومية لمساعدة الأشخاص ذوي الإعاقة البصرية على تحقيق استقلالية أكبر. يُطلق على هذا البرنامج اسم "طريق الرفاهية" وتم تمويله من خلال منحة من اليانصيب الوطني منذ عام 2013.

### التدريب المهني
يقع مركز هينشو للتدريب والتطوير المهني (المعروف سابقًا باسم مدرسة دراسات الإعاقة البصرية) في الكلية، ويقدم دورات تدريبية مهنية بدوام كامل وجزئي لموظفي التأهيل وغيرهم من العاملين مع المكفوفين.
تم تنفيذ برنامج تدريب التوعية بالإعاقة البصرية من قبل العديد من العاملين في خدمات الصحة والرعاية الاجتماعية، والمدارس والكليات، والوكالات التطوعية، والمنظمات التجارية.

## حادثة الكلية
في آب 2018، أرسلت الجمعية خطابًا إلى 14 عائلة تبلغهم بأن أطفالهم لن يتمكنوا من الالتحاق بالكلية للفصل الدراسي الجديد، الذي كان من المقرر أن يبدأ في أيلول 2018. وكان السبب في ذلك فشل الجمعية في توظيف العدد المطلوب من الموظفين لضمان سلامة الأطفال. الغرامات التي فرضتها المجالس المحلية والخسائر في الدخل كلفت الجمعية أكثر من 500,000 جنيه إسترليني.

## روابط خارجية
- جمعية هينشوز للمكفوفين
- أرشيف جمعية هينشو للمكفوفين في مكتبة جون رايلاندز ، مانشستر.